# Paralelo 80 norte
El paralelo 80 Norte es un paralelo que está 80 grados al norte del plano ecuatorial de la Tierra.
Comenzando en el meridiano de Greenwich en la dirección este, el paralelo 80° Norte pasa sucesivamente por:
| País, territorio o mar | Notas                                                                             |
| ---------------------- | --------------------------------------------------------------------------------- |
| Océano Ártico          | Mar de Groenlandia                                                                |
| Noruega                | Spitsbergen, archipiélago de Svalbard                                             |
| Océano Ártico          |                                                                                   |
| Noruega                | Nordaustlandet, en el archipiélago de Svalbard                                    |
| Océano Ártico          | Mar de Barents                                                                    |
| Rusia                  | Isla Northbrook, en el archipiélago de la Tierra de Francisco José                |
| Océano Ártico          | Mar de Barents                                                                    |
| Rusia                  | Isla Salm, en el archipiélago de la Tierra de Francisco José                      |
| Océano Ártico          | Mar de Barents Mar de Kara                                                        |
| Rusia                  | Isla Pioneer y Isla Revolución de Octubre, en el archipiélago de Severnaya Zemlya |
| Océano Ártico          | Mar de Laptev Mar de Siberia Oriental                                             |
| Canadá                 | Isla Meighen, Nunavut                                                             |
| Canal Sverdrup         |                                                                                   |
| Canadá                 | Isla Axel Heiberg, Nunavut                                                        |
| Eureka Sound           |                                                                                   |
| Canadá                 | Península de Fosheim, Isla Ellesmere, Nunavut                                     |
| Fiordo Cañón           |                                                                                   |
| Canadá                 | Isla Ellesmere, Nunavut                                                           |
| Estrecho de Nares      |                                                                                   |
| Groenlandia            |                                                                                   |
| Océano Ártico          | Mar de Groenlandia                                                                |